# Кор Пот
Кор Пот (нід. Cor Pot, нар. 8 червня 1951, Гаага) — нідерландський футболіст, що грав на позиції нападника. По завершенні ігрової кар'єри — тренер.

## Ігрова кар'єра
Народився 8 червня 1951 року в місті Гаага. Вихованець юнацьких команд футбольних клубів «Спарта» (Роттердам) та «Аякс».
У дорослому футболі дебютував 1970 року виступами за команду «Спарта» (Роттердам), в якій провів три сезони, але так і не зміг закріпитись в основі, взявши участь лише у 5 матчах Ередивізі.
У сезоні 1973/74 років Пот виступав за МВВ, де забив 7 голів у 33 матчах в Ередивізі, після чого перебрався до «Гарлем», з яким грав один сезон в Ередивізі і один сезон у Ерстедивізі, другому голландському дивізіоні. Після цього з 1976 по 1981 рік виступав за «Ексельсіор» (Роттердам) в Ередивізі, за винятком сезону 1978/79, в якому він виграв чемпіонат Ерстедивізі.
Завершував ігрову кар'єру у нижчолігових клубах «Влардінген», «Барендрехт» та «КсерксесДЗБ».

## Кар'єра тренера
По завершенні кар'єри гравця, 1983 року, повернувся в «Ексельсіор» (Роттердам), увійшовши до тренерського штабу клубу «Ексельсіор» (Роттердам), де провів один сезон, після чого працював асистентом у «Феєнорді».
З 1989 року став працювати головним тренером, очолюючи клуби «Росендал», «НАК Бреда» та «Ексельсіор» (Роттердам), після чого працював за кордоном головним тренером єгипетського клубу «Аль-Масрі» та німецького «Динамо» (Дрезден).
2001 року прийняв пропозицію очолити юнацьку збірну Нідерландів, з якою працював до 2006 року.
На початку червня 2006 року Корнеліс Пот був офіційно представлений на посаді старшого тренера російського «Зеніту», на кілька тижнів раніше за нового головного тренера Діка Адвоката, який на той момент був зайнятий зі збірною Південної Кореї на чемпіонаті світу в Німеччині. Кор Пот також був кілька разів в.о. головного тренера, коли судді дискваліфікували Діка Адвоката на наступний матч. У грудні 2008 року Кор Пот не продовжив контракт із петербурзьким клубом, його змінив інший нідерландський фахівець Берт ван Лінген.
У червні 2009 року Пот очолив молодіжну збірну Нідерландів, змінивши на цій посаді Фоппе де Гана, після того, як команда не змогла пробитися на молодіжний чемпіонат Європи 2009 року. Під керівництвом Кора Пота у відборі на наступний чемпіонат Європи нідерландці посіли перше місце в групі, але у стикових матчах поступилися одноліткам з України за правилом гола на чужому полі (програвши в Роттердамі 1:3 і вигравши в Києві 0:2) і знову не вийшли на континентальну першість. Тим не менш тренер залишився на посаді і допоміг їй кваліфікуватись на молодіжний чемпіонат Європи 2013 року в Ізраїлі. Цього разу посівши перше місце у групі, вони пройшли однолітків зі Словаччини у стикових матчах, перемігши двічі з однаковим рахунком 2:0. На самому турнірі суперниками підопічних Пота у групі були однолітки з Іспанії , Німеччини та Росії. Нідерландці вийшли з групи з другого місця, але в півфіналі поступилися італійцям, за що Пота критикував тренер головної команди Луї ван Гала. Після закінчення змагань, згідно з попередніми домовленостями, його замінив Алберт Стейвенберг, тодішній головний тренер Нідерландів до 17 років.
Надалі з жовтня 2013 і по серпень 2016 року очолював тренерський штаб команди «КсерксесДЗБ», після чого повернувся до співпраці із Діком Адвокатом і працював у його тренерському штабі у «Фенербахче», «Спарті» (Роттердам), «Феєнорді» та збірній Іраку.